# Kicki Håkansson
Pour les articles homonymes, voir Håkansson.
Kerstin Margareta Håkansson, dite Kicki Håkansson, née le 17 juin 1929 à Stockholm et morte le 4 novembre 2024 en Californie, est la première femme à être élue Miss Monde en 1951.
Elle représente la Suède et est la première et dernière femme à se présenter en bikini. Par la suite, les Miss Monde se présentent en maillots de bain « une pièce » pour le couronnement. Son couronnement est celui qui dure le plus longtemps : plus de 16 mois de règne.